# Magnolia oblonga
Magnolia oblonga là một loài thực vật có hoa trong họ Magnoliaceae. Loài này được (Wall. ex Hook.f. & Thomson) Figlar mô tả khoa học đầu tiên năm 2000.